# Samantha Potter
Samantha Potter (Woodland Hills, 20 gennaio 1990) è una modella statunitense,conosciuta anche per essere la seconda arrivata dell'11ª edizione di America's Next Top Model.

## Infanzia
Samantha è nata a Woodland Hills, California.
Durante il liceo ha giocato a calcetto, pallavolo e corse di fondo e pista.

## America's Next Top Model
Nel quinto episodio, Samantha è arrivata in fondo ed è stata quasi eliminata dopo aver offeso Jeremy Scott, stilista, poiché aveva sollevato la gonna durante la sua sfilata. La settimana successiva, Samantha viene chiamata per prima grazie al suo servizio fotografico sui disastri naturali, e ha ricevuto un'altra prima chiamata nell'undicesimo episodio. Nella settimana precedente, Samantha aveva vinto due sfide consecutivamente nello stesso episodio. Per tutta la gara, Samantha faceva parte di diversi schieramenti nella casa delle modelle, in particolare con Elina Ivanova. Lei poi è arrivata seconda dopo la vittoria della rivale McKey Sullivan.

### Post America's Next Top Model
Samantha è apparsa in The Big Bang Theory nell'episodio «La polarizzazione Panty Piñata", insieme alla ex concorrente Analeigh Tipton.
Ha sfilato per AMFI, EиD di Eva e Delia, Ready to Fish Ilja e Addy Van De Krommenacker alla Settimana Internazionale della Moda di Amsterdam 2009 come parte della sfilata finale nell'ultimo episodio di America's Next Top Model.
È apparsa nel video musicale della cantante gospel Mary Mary, God In Me.
Più di recente, ha firmato un contratto con la Model Management Los Angeles.